# Активні гази
Активні гази (рос. активные газы, англ. active gases, нім. Aktivgase) — газоподібні складові частини шахтної атмосфери, що змінюють дифузійні властивості вентиляційного потоку. Найпоширеніші активні гази — метан та вуглекислий газ. А.г. зменшують турбулентність газового потоку і, таким чином, сприяють утворенню місцевих скупчень газу (часто у вигляді шарів біля підошви або покрівлі гірничої виробки).